# Hapag-Lloyd

Bandiera della Hapag-Lloyd, attualmente in uso dal 2000.

Seconda bandiera di Hapag-Lloyd, utilizzata dal 1987 al 2000.

Prima bandiera di Hapag-Lloyd, ereditata dal Norddeutscher Lloyd, utilizzata dal 1970 al 1987.

La Hapag-Lloyd è una compagnia tedesca di spedizioni internazionali e di trasporto di container, la quarta più grande al mondo. È stata costituita nel 1970 dalla fusione di Hamburg-American Line (HAPAG) e Norddeutscher Lloyd.

## Storia
La Hamburg-American Line (HAPAG) fu fondata nel 1847, la Norddeutscher Lloyd (conosciuta in inglese come North German Lloyd) venne fondata nel 1857.

### Hapag
Ad Amburgo venne fondata la Hamburg-American Line (Hamburg-Amerikanische Packetfahrt-Aktien-Gesellschaft) per la navigazione attraverso l'Oceano Atlantico. Nel 1912, Hapag costruì il primo dei suoi transatlantici "Big Three"; l'Imperator, seguito dal suo gemello Vaterland. Un terzo gemello, il Bismarck , era in costruzione allo scoppio della prima guerra mondiale e fu completato dopo la guerra per la White Star Line come Majestic. Queste furono le prime navi da crociera a superare le 50.000 tonnellate di stazza lorda e i 274 metri di lunghezza.
Durante la prima guerra mondiale, la maggior parte della flotta di 175 navi di Hapag fu distrutta e la maggior parte delle navi sopravvissute (incluse le "Tre Grandi") dovettero essere consegnate alla parte vincitrice come riparazione di guerra. Dopo la fine del conflitto, Hapag ricostruì la sua flotta con navi molto più piccole rispetto a prima della guerra, ma la loro flotta fu nuovamente in gran parte distrutta durante la seconda guerra mondiale e le navi sopravvissute furono consegnate alle potenze alleate.

### Hapag-Lloyd

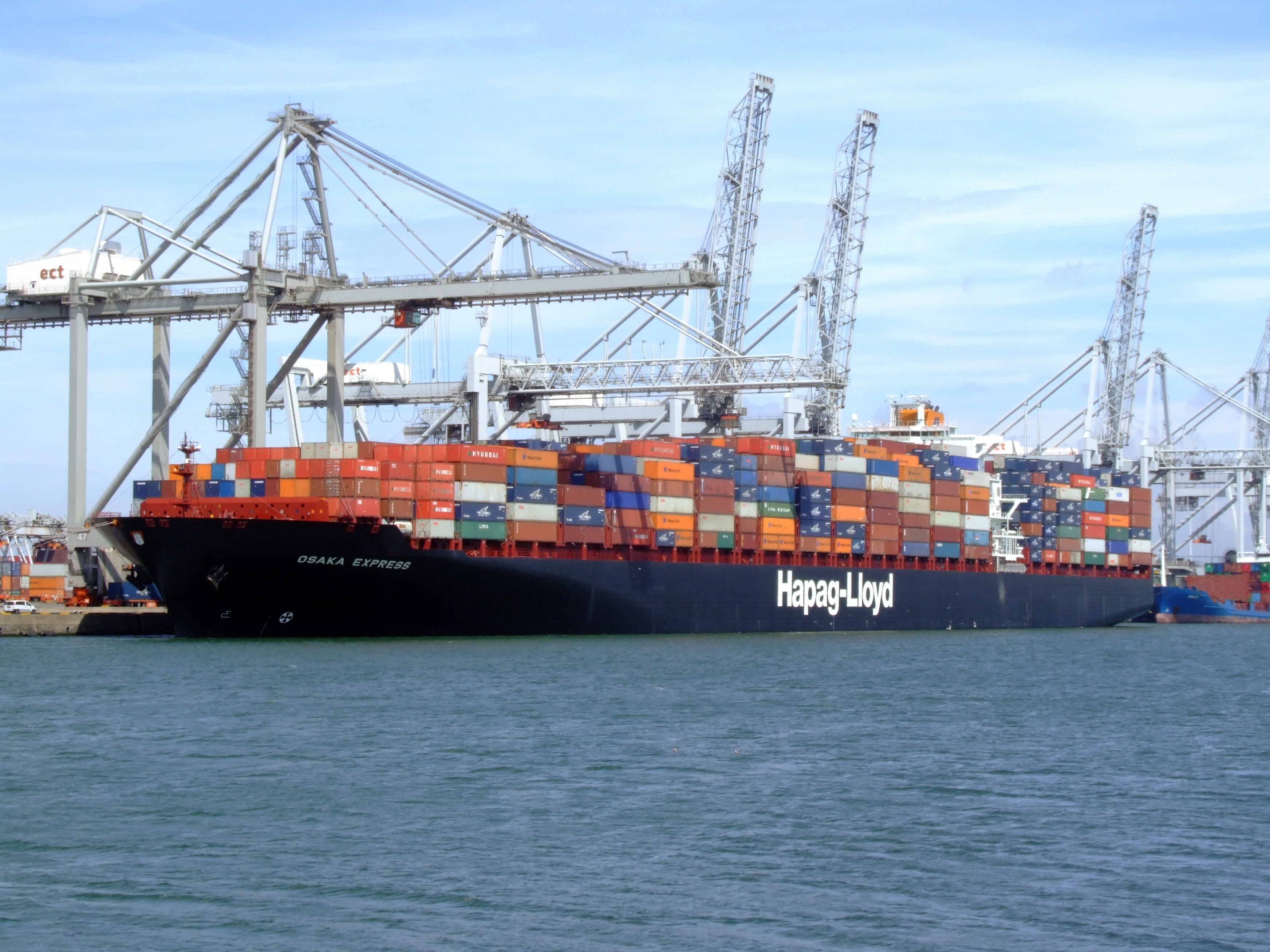
Osaka Express nel porto di Rotterdam, luglio 2007

Hapag e Norddeutscher Lloyd continuarono a competere finché non crearono una linea di container in joint venture. La “Hapag-Lloyd Container Line”, fondata nel 1967 e operativa dal 1968 in poi, è stata costituita per condividere gli ingenti investimenti legati alla containerizzazione delle flotte. La maggior parte delle azioni (il 78%) era in mano ad un consorzio di imprenditori di Amburgo chiamato Albert Ballin Consortium'. Le due società si fusero il 1º settembre 1970 sotto il nome di Hapag-Lloyd. 
Hapag-Lloyd è stata acquisita nel 1998 da Preussag AG (dal 2002 denominata TUI AG (Hannover)), un conglomerato turistico, e ne è diventata una filiale interamente controllata nel 2002. Nel 2005 ha acquistato la CP Ships per 1,7 miliardi di euro, nel 2014 ha preso il controllo anche della CSAV, dando origine al quarto gruppo mondiale per capacità di container trasportati. La compagnia è attiva sia nel settore crocieristico tramite Hapag-Lloyd Cruise che nel settore dei trasporti marittimi. Ha posseduto anche una linea aerea low cost chiamata Hapag-Lloyd Express.
Nell'agosto 2008 TUI annunciò l'intenzione di vendere la sua intera partecipazione nelle attività di spedizione di Hapag-Lloyd entro la fine dello stesso anno. Le speculazioni del settore prevedevano un prezzo di vendita di circa 5,9 miliardi di dollari. Nell'ottobre 2019 Hapag-Lloyd ha acquisito una partecipazione del 10% nel Container Terminal 3 (TC3) del porto Tangeri Med 2 in Marocco. 
Nell'aprile 2022 Hapag-Lloyd ha acquisito una partecipazione in JadeWeserPort Wilhelmshaven, assumendo la proprietà di una partecipazione del 30% in Container Terminal Wilhellmshaven (CTW) e di una partecipazione del 50% in Rail Terminal Wilhelmshaven (RTW).
Il 12 gennaio 2023 Hapag-Lloyd ha acquisito una quota di minoranza del 49% nel Gruppo Spinelli, operatore italiano di terminal e trasporti con sede a Genova. Circa tre mesi dopo, il 19 aprile 2023, Hapag-Lloyd ha anche acquisito una partecipzione del 40% in JM Baxi Ports & Logistics Limited (JMBPL), un fornitore di servizi terminalistici e di trasporto interno in India.
Nell'agosto 2023 Hapag-Lloyd ha rilevato le attività terminalistiche di SM SAAM e i relativi servizi logistici nelle Americhe. Sempre nel 2023, Hapag-Lloyd e la società brasiliana di spedizioni e logistica delle vie navigabili Norsul hanno costituito una nuova joint venture denominata “Norcoast”. Sulla base di una partnership 50-50, Norcoast ha iniziato a offrire nel 2024 servizi di cabotaggio e feeder container nei porti brasiliani.

## Flotta

### Cargo
La flotta di navi cargo della Hapag-Lloyd supera le 200 unità, di cui dieci con una capacità di carico di oltre 10.000 contenitori.